# Станише
Станише (словен. Staniše) — поселення в общині Шкофя Лока, Горенський регіон, Словенія. Висота над рівнем моря: 773,8 м.